# Reinhard Lauer
Reinhard Lauer (n. 15 martie 1935, Bad Frankenhausen, Landul Turingia, Germania Nazistă) este un slavist și profesor universitar german.

## Viața
Reinhard Lauer a copilărit în orașul său natal, a urmat liceul la Jena și, după mutarea în RFG, la Bad Hersfeld. A studiat slavistica la Marburg, Berlin și Belgrad, iar în 1960 a susținut o teză de doctorat despre receptarea operei lui Heinrich Heine în spațiul lingvistic sârbo-croat la Universitatea din Frankfurt. Ulterior, el a fost timp de doi ani lector de limba germană la Universitatea din Zagreb și apoi, între anii 1962 și 1969, asistent la Seminarul de Slavistică din Frankfurt, unde a obținut în 1969 titlul de doctor habilitat. 
El a fost numit în 1969 ca profesor de filologie slavă la Universitatea din Göttingen, conducând începând din 1973 filiala asociației Südosteuropa-Gesellschaft. S-a pensionat în anul 2003. Din 1980 este membru al Academiei de Științe din Göttingen. Lauer lucrează pentru federația rusă, bulgară, croată, sârbă și literatură. El este autorul unui număr mare de monografii, articole în antologii și reviste de specialitate și este editor și co-editor de antologii, precum și al revistelor Umjetnost rijeci, Revija și Zeitschrift für Balkanologie. 
În 1987 a devenit membru corespondent al Academiei Sârbe de Științe și Arte, în 1989 al Academiei Croate de Științe și Arte, în 1995 al Academiei de Știinte din Austria și în 2003 al Academiei Slovene de Științe și Arte.

## Scrieri (selecție)
- Heine in Serbien. Meisenheim am Glan 1961.
- Serbokroatische Heine-Übersetzungen. Wiesbaden 1963.
- Gedichtsform zwischen Schema und Verfall. Sonett, Rondeau, Madrigal, Ballade, Stanze und Triolett in der russischen Literatur des 18. Jahrhunderts. München 1975.
- Il'ja Erenburg und die russische Tauwetter-Literatur. Göttingen 1975.
- (ed.): Europäischer Realismus., Wiesbaden 1980
- Miroslav Krleza und der deutsche Expressionismus. Göttingen 1984.
- Poetika i ideologija. Belgrad 1987.
- (ed.): Sprache, Literatur, Folklore bei Vuk Stefanović Karadžić. Studiu prezentat la Simpozionul internațional de la Göttingen, 8-13 februarie 1987. Harrassowitz Verlag, Wiesbaden 1988
- (ed.): Die Moderne in den Literaturen Südosteuropas (Südosteuropa Jahrbuch; 20). Südosteuropa-Gesellschaft, München 1991
- Serben und Kroaten in Gegenwart und Geschichte. Hannover 1993.
- Die russische Seele. Göttingen 1997.
- (ed.): Die Bulgarische Literatur in alten und neuer Sicht; in: Opera Slavica, Neue Folge 26; Harrassowitz Verlag, Wiesbaden 1997
- Geschichte der russischen Literatur von 1700 bis zur Gegenwart. München 2000.
  - Zweite durchgesehene und ergänzte Auflage: Beck, München 2009, ISBN 978-3-406-50267-5.
- Studije i rasprave. Zagreb 2002.
- Kleine Geschichte der russischen Literatur. München 2005.